# ارامت
ارامت (انگلیسی: Eramet) شرکت معدن فرانسوی است، که در سال ۱۸۸۰ تأسیس شد. این شرکت هم‌اکنون هفتمین تولید کننده بزرگ نیکل در جهان است.